# Ioana Vrînceanu

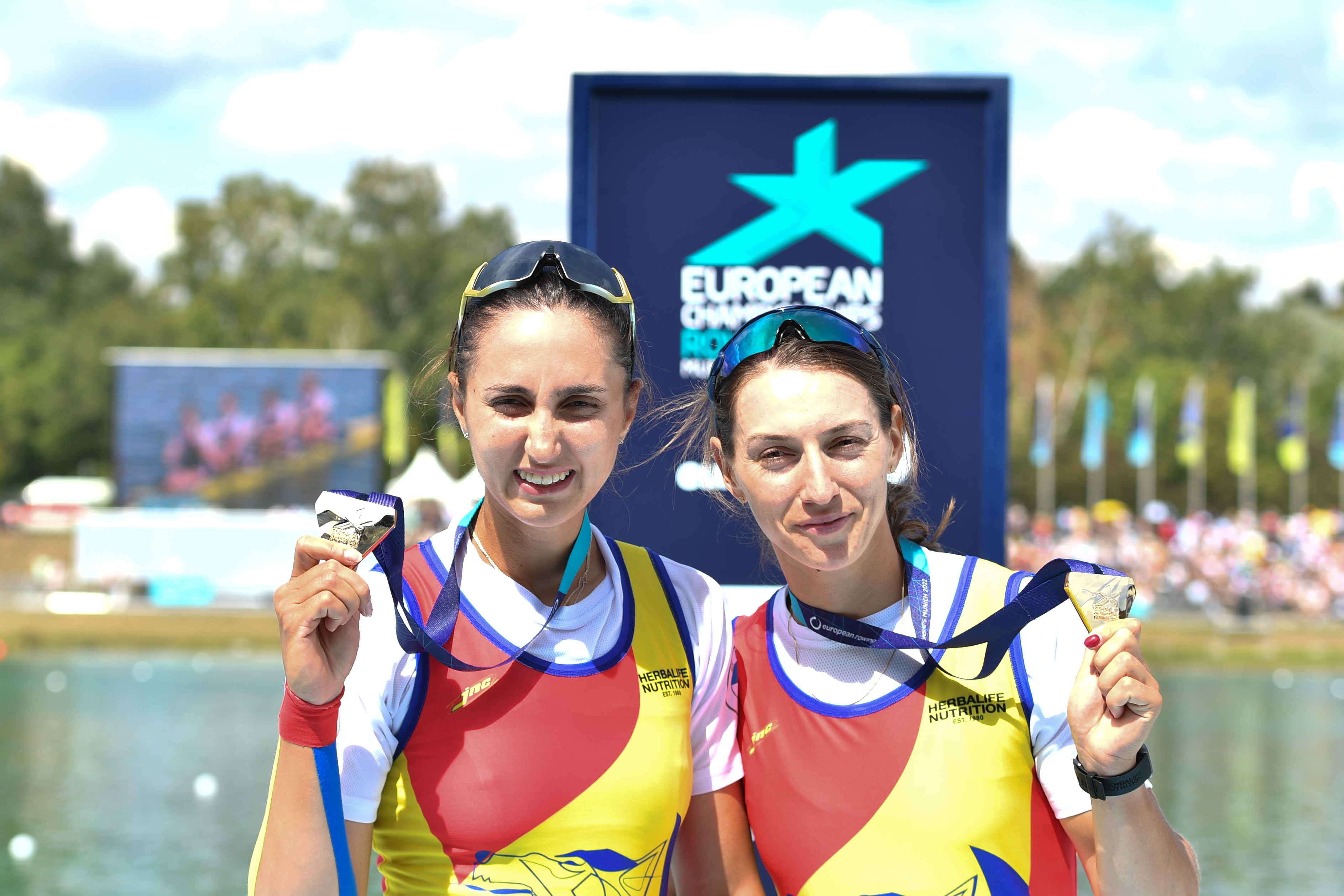
Tîlvescu und Vrînceanu (rechts), 2022 in München

Ioana Vrînceanu (* 7. März 1994 in Târgu Neamț) ist eine rumänische Ruderin. Sie gewann bis August 2024 einmal Gold und einmal Silber bei Olympischen Spielen, drei Goldmedaillen und eine Bronzemedaille bei Weltmeisterschaften sowie zehn Goldmedaillen und eine Silbermedaille bei Europameisterschaften.

## Sportliche Karriere
Ioana Vrînceanu erhielt bei den Junioren-Weltmeisterschaften 2011 die Bronzemedaille im Doppelvierer, bei den Junioren-Weltmeisterschaften 2012 gewann sie den Titel im Doppelvierer. 2013 siegte sie mit dem rumänischen Doppelvierer bei den U23-Weltmeisterschaften. 2014 siegte sie zusammen mit Viviana Iuliana Bejinariu im Doppelzweier, die beiden konnten ihren Titel 2015 verteidigen. Nachdem Vrînceanu schon in den Jahren zuvor auch in der Erwachsenenklasse bei internationalen Meisterschaften angetreten war, erreichte sie bei den Europameisterschaften 2016 mit dem vierten Platz im Achter erstmals ein A-Finale. Bejinariu und Vrînceanu starteten auch bei den U23-Weltmeisterschaften 2016, nach zwei Goldmedaillen erruderten sie diesmal eine Bronzemedaille.
2017 ruderte die 1,79 m große Ioana Vrînceanu im rumänischen Achter und siegte sowohl bei den Europameisterschaften als auch bei den Ruder-Weltmeisterschaften 2017. 2018 konnte sie den Erfolg bei den Europameisterschaften wiederholen, bei den Weltmeisterschaften belegten die Rumäninnen den fünften Platz. 2019 wechselte Vrînceanu in den Vierer ohne Steuerfrau und gewann die Silbermedaille bei den Europameisterschaften. Bei den Weltmeisterschaften 2019 belegte der rumänische Vierer den fünften Platz. 2020 und 2021 siegte Vrînceanu mit dem rumänischen Achter bei den Europameisterschaften. Bei den 2021 ausgetragenen Olympischen Spielen in Tokio belegte der rumänische Achter den sechsten Platz, war aber damit der beste europäische Achter.
2022 ruderte Ioana Vrînceanu zusammen mit Denisa Tîlvescu im Zweier ohne Steuerfrau, die beiden siegten bei den Europameisterschaften 2022 in München. Beide ruderten auch im rumänischen Achter, mit dem sie ebenfalls den Titel gewannen. Einen Monat später belegte der Zweier bei den Weltmeisterschaften in Račice u Štětí den vierten Platz, der Achter gewann den Weltmeistertitel. Bei den Europameisterschaften 2023 in Bled gewann Vrînceanu zusammen mit Roxana Anghel die Titel im Zweier ohne Steuerfrau und im Achter. Drei Monate später bei den Weltmeisterschaften in Belgrad siegte der rumänische Achter vor den Ruderinnen aus den Vereinigten Staaten. Der Zweier gewann Bronze hinter den Niederländerinnen und den Australierinnen. 2024 gewann der rumänische Achter bei den Europameisterschaften in Szeged vor den Britinnen, der Zweier überquerte die Ziellinie vor den Griechinnen. Drei Monate später bei den Olympischen Spielen in Paris wurden Vrînceanu und Anghel Zweite hinter den Niederländerinnen. Im Achterwettbewerb führten die Rumäninnen vom Start bis ins Ziel und siegten vor den Kanadierinnen und dem britischen Achter.